# Internazionali di Tennis di Bergamo 2017
Gli Internazionali di Tennis di Bergamo 2017 è stato un torneo di tennis facente parte della categoria ATP Challenger Tour nell'ambito dell'ATP Challenger Tour 2017. È stata la 12ª edizione del torneo che si è giocata a Bergamo in Italia dal 20 al 26 febbraio 2017 su campi in cemento indoor e aveva un montepremi di €64,000+H.

## Partecipanti singolare

### Teste di serie
| Nazionalità | Giocatore           | Ranking* | Testa di serie |
| ----------- | ------------------- | -------- | -------------- |
| Italia      | Andreas Seppi       | 72       | 1              |
| Slovacchia  | Lukáš Lacko         | 104      | 2              |
| Italia      | Luca Vanni          | 139      | 4              |
| Bielorussia | Uladzimir Ihnacik   | 159      | 5              |
| Francia     | Quentin Halys       | 174      | 7              |
| Germania    | Maximilian Marterer | 148      | 8              |
| Italia      | Stefano Napolitano  | 173      | 9              |
| Bielorussia | Il'ja Ivaška        | 179      | 10             |

- Ranking al 13 febbraio 2017

### Altri partecipanti
Giocatori che hanno ricevuto una wild card:
- Andreas Seppi
- Matteo Berrettini
- Andrea Arnaboldi
- Jerzy Janowicz

Giocatori che sono passati dalle qualificazioni:
- Yannick Hanfmann
- Remi Boutillier
- Jahor Herasimaŭ
- Matthias Bachinger

## Partecipanti doppio

### Teste di serie
| Nazionalità | Giocatore      | Nazionalità | Giocatore                | Testa di serie |
| ----------- | -------------- | ----------- | ------------------------ | -------------- |
| Austria     | Julian Knowle  | Canada      | Adil Shamasdin           | 1              |
| Germania    | Andre Begemann | Bielorussia | Aljaksandr Bury          | 2              |
| Croazia     | Dino Marcan    | Austria     | Tristan-Samuel Weissborn | 3              |
| Germania    | Kevin Krawietz | Francia     | Albano Olivetti          | 4              |

### Altri partecipanti
Coppie che hanno ricevuto una wild card:
- Matteo Berrettini /  Lorenzo Sonego
- Andrea Arnaboldi /  Stefano Napolitano
- Gianluca Mager /  Andrea Vavassori

## Vincitori

### Singolare
Jerzy Janowicz ha sconfitto in finale  Quentin Halys con il punteggio di 6–4, 6–4.

### Doppio
Julian Knowle /  Adil Shamasdin hanno sconfitto in finale  Dino Marcan /  Tristan-Samuel Weissborn con il punteggio di 6–3, 6–3.